# Cassephyra luteocephalata
Cassephyra luteocephalata är en fjärilsart som beskrevs av Paul Dognin 1893. Cassephyra luteocephalata ingår i släktet Cassephyra och familjen mätare. Inga underarter finns listade i Catalogue of Life.